# シグマコミュニケーションズ
株式会社シグマコミュニケーションズ（英: SiGMA Communications Inc.）は、東京都品川区に本社を置く、劇場・ホール・会議場の運営管理業務、放送設備・機器等の操作運用業務、イベント企画制作を行っている企業。

## 沿革
- 1962年 - 東京放送（TBS、現・TBSホールディングス）・制作技術部の外部制作会社として、株式会社東通を設立
- 1986年 - 東通から放送技術とイベント制作部門を分離独立させ、株式会社シグマ東通を設立
- 1992年 - 株式会社シグマコミュニケーションズに社名変更
- 2004年 - 株式会社マイスターエンジニアリングと資本提携。資本金を1億円に増資
- 2009年 - 本社を東京都品川区西五反田に移転
- 2012年 - プライバシーマーク（Pマーク）取得
- 2018年 - 本社を東京都港区芝に移転。渋谷に分室を新設
- 2023年 - 本社を東京都品川区大崎に移転

## 所在地
- 本社 - 東京都品川区大崎4-1-2　ウィン五反田第2ビル7階
- 渋谷分室 - 東京都渋谷区富ヶ谷1-43-2　EDIH富ヶ谷ビル3F

営業所
- さいたま営業所 - 埼玉県朝霞市膝折町5-9-32　イチナリハウスB1区画
- 横浜営業所 - 神奈川県横浜市中区尾上町3-28　横浜国際ビル9F
- 大阪営業所 - 大阪市北区大淀南1-11-13
- 千葉営業所 - 千葉市中央区新宿2丁目2-2　第3プレシードビル5階
- 山形営業所 - 山形県山形市香澄町3-1-13　905号室